# Maria Breon
Maria Breon (...) è una cantante statunitense, conosciuta principalmente per essere la voce della band Power metal HolyHell.
Dopo aver studiato presso il Conservatorio Musicale Baldwin-Wallace, in Ohio, nel 2005 fondò gli HolyHell, e firmarono un contratto con la Magic Circle Music, la casa discografica del bassista dei Manowar, Joey DeMaio.
Il suo debutto con la band avviene nel 2007, durante il Magic Circle Festival, dove erano presenti oltre ai Manowar, anche i Rhapsody of Fire,e li esegue insieme ad Eric Adams "The Phantom of Opera".
L'anno successivo esegue con la band una cover di Holy Diver, in tributo a Ronnie James Dio.